# تلفزة عالية الدقة
تلفزة عالية الدقة (بالإنجليزية: High Definition Television)‏ (اختصار الإسم HD TV) هي تقنية جديدة للبث التلفزيوني وإنتاج الفيديو عالي الوضوح للمسلسلات والأفلام السينمائية حيث أن البث وفق هذا الأسلوب يستند إلى مبدأ الإظهار وفق السطور ويحوي قدرة إظهار مقدارها 1125 سـطراً بمعدل يفوق خمـس مرات الإشارة العادية (إن تي إس سي) التي تحوي قدرة إظهار مقدارها 525 سطر فقط. ورغم الإيجابيات الملحوظة لهذا الأسـلوب. إلا أنه يحتاج مدى موجيا فائق السعة Extraordinary Bandwidth يفوق المدى الموجي التقليدي بمعدل خمس مرات. ويتوقع للمستقبلات الفضائية التي لها القدرة على التعاطي مع هذا الأسـلوب أن يزيد سـعرها بمعدل 30% عن سـعر المستقبلات الحالية الاعتيادية المتوفرة في الأسـواق.(مقصود بها أسـلوب إظهار الصورة سـواء كان ذلك وفق بث تلفزيوني أو غيره من أنواع التطبيقات)
وهناك بعض الصعوبات التي تعترض هذه التقنية منها الاتفاق على طريقة موحدة للتشفير والنقل، فعدم وجود مواصفات قياسية سيؤدي إلى صعوبة تصميم أجهزة تليفزيونات موحدة للاستخدام في كل مكان.

## طريقة البث
| نظرة من قرب               | نظرة من قرب         |
| ------------------------- | ------------------- |
|                           |                     |
| بث مرئي عالي الوضوح(HDTV) | بث مرئي عادي (SDTV) |

عند مشاهدة التلفاز العادي فإنك ترى الصورة حقيقية من بعيد، ولكن في حقيقة الأمر إن قرّب المشاهد سيراها عبارة عن مربعات صغيرة، حجم المربعات كلما قل، كانت الصورة أقرب للحقيقة، فلذلك يجب توفير تلفاز وجهاز استقبال من نوع يدعم طريقة البث الفائق الدقة لمشاهدة القنوات التي تبث بتلك الخدمة.